# Hügelgräberfeld „Schweinert“

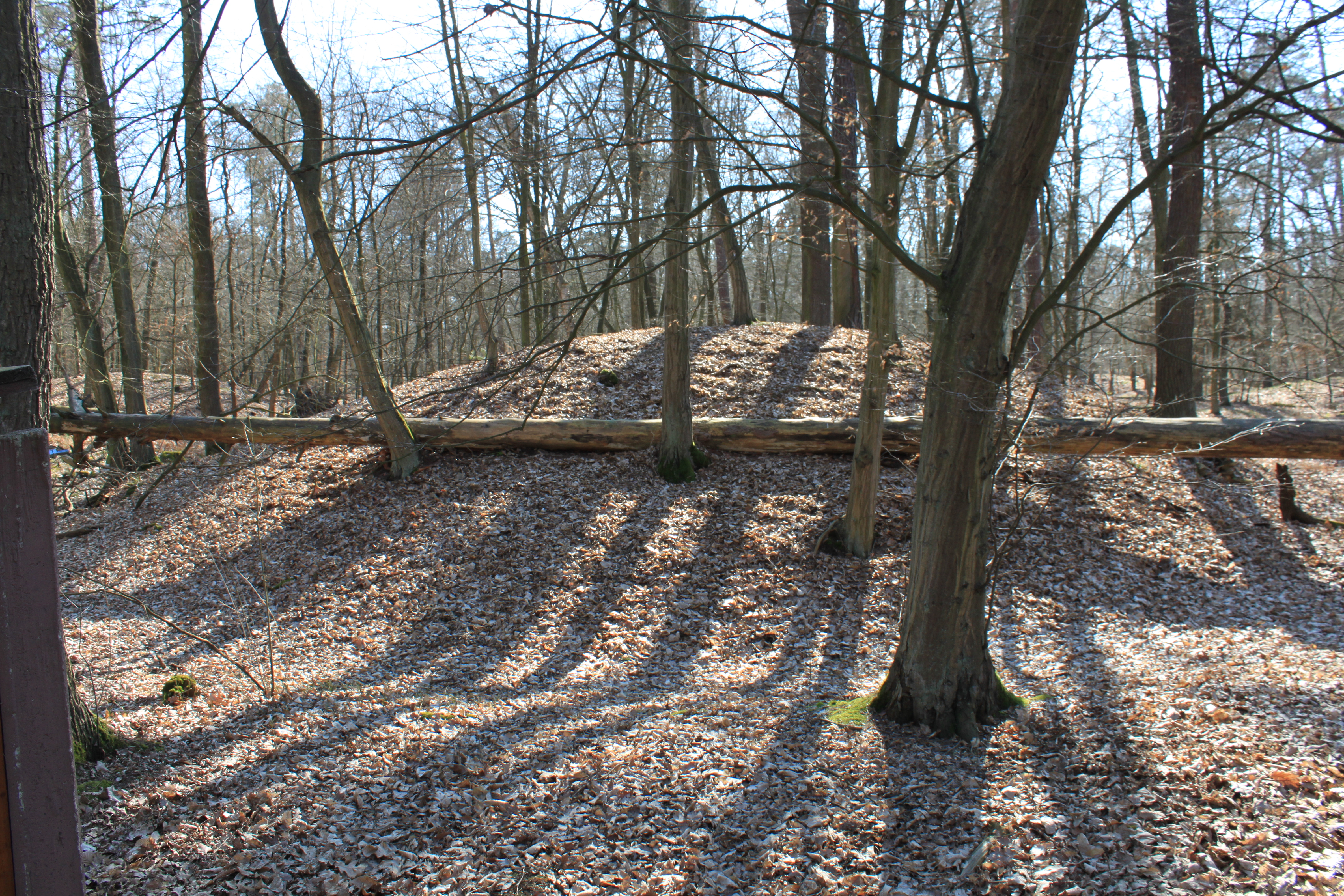
Hügelgräberfeld „Schweinert“

Das Hügelgräberfeld „Schweinert“ ist eines der bedeutendsten bronzezeitlichen Hügelgräberfelder in Mitteleuropa und das größte in Deutschland. Es liegt etwa 7 km südöstlich von Herzberg (Elster) nahe der Schwarzen Elster. Das Gräberfeld besteht aus mehr als 650 sichtbaren Grabhügeln auf einem Gebiet von etwa 30 ha.
Der westliche Teil des Gräberfeldes ist dominiert von größeren Grabhügeln mit bis zu 40 m Durchmesser, während im östlichen Teil meist Grabhügel mit einem Durchmesser von 8 m bis etwa 15 m zu finden sind.
Belegt sind Untersuchungen eines Hügels im Jahr 1811. Weitere Grabungen nahm der Kreisphysikus Friedrich August Wagner vor, der seine Ergebnisse in diversen Werken wie Aegypten in Deutschland oder die germanisch-slavischen wo nicht rein germanischen Alterthümer an der schwarzen Elster und Die Tempel und Pyramiden der Urbewohner auf dem rechten Elbufer, unweit dem Ausfluss der schwarzen Elster veröffentlichte. Die erste und bisher einzige wissenschaftliche Grabung und Auswertung wurde 1934/35 durch das Landesmuseum für Vorgeschichte Halle durchgeführt. Der damals untersuchte große Hügel zeigte über einer Errichtungsschicht aus weißem Sand rechteckige Steinpflaster, auf denen die Leichenbrandschüttung, Gefäße, Bronzeschmuck, Bronzegeräte wie Nadeln, Ringe, Lanzenspitzen, eine Bronzetasse und Reste von Behältern aus Birkenrinde lagen. Darüber waren Steinpackungen gelegt und der Erdhügel errichtet worden. Die gefundenen Metallgegenstände gehören zur Gruppe Hallstatt A2 (also ab Mitte des 12. Jahrhunderts vor Christus gefertigt), die Keramik zur gerillten Ware der Billendorfer Kultur (etwa 1000 v. Chr.).
Schon 1958 wurde das Gräberfeld als Bodendenkmal unter Schutz gestellt. 1989 wurde das Gebiet im Schweinert zu einem Naturschutzgebiet ohne forstwirtschaftliche Bewirtschaftung, also ein Totalreservat. Das ist bemerkenswert, da damit die Nutzung der Erlenholzbestände im Schweinert für den Export nicht mehr möglich war. 1997 begann die Pflege der Grabanlagen durch die Deutsche Stiftung Denkmalschutz, außerdem wurde eine moderne Vermessung des Gräberfeldes beauftragt.
Durch den Schweinert führt ein Lehrpfad mit Erläuterungstafeln.

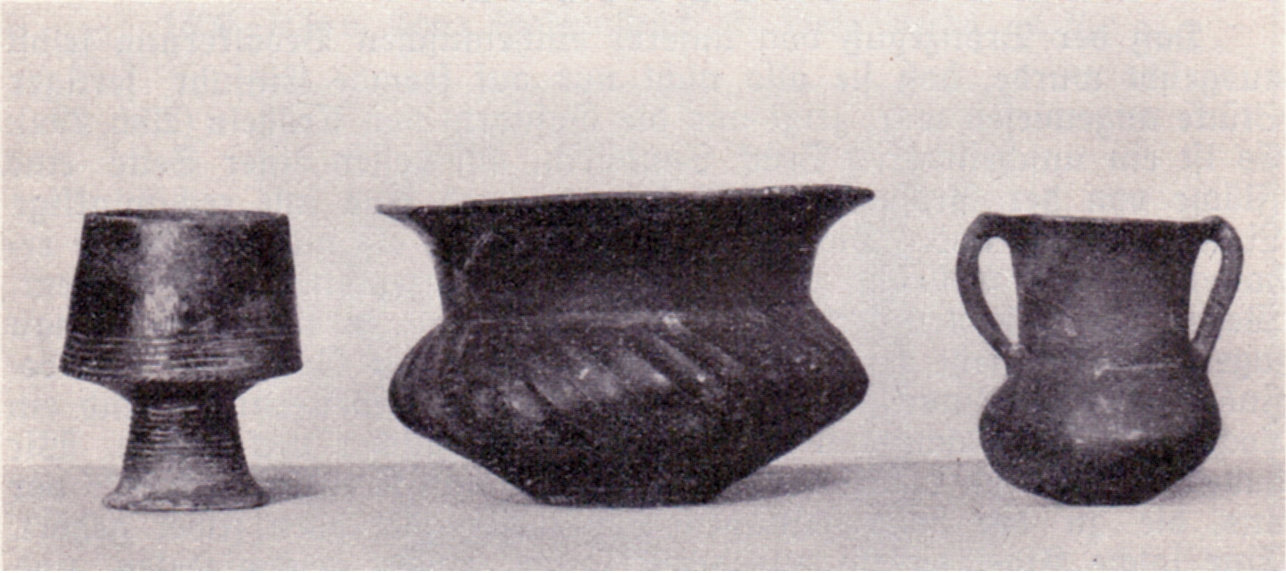
Keramik im Schweinert gefunden
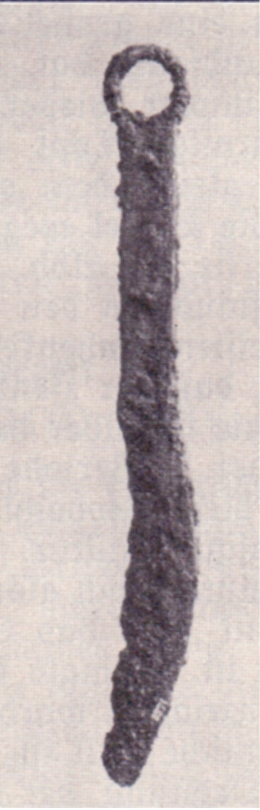
Messer aus dem Schweinert